# Rastošnica
Rastošnica (en serbe cyrillique : Растошница) est un village de Bosnie-Herzégovine. Il est situé dans la municipalité de Sapna, dans le canton de Tuzla et dans la fédération de Bosnie-et-Herzégovine. Selon les premiers résultats du recensement bosnien de 2013, il compte 277 habitants.

## Géographie
Le village est situé au sud-est du lac de Sniježnica.

## Démographie

### Évolution historique de la population dans la localité
| 1948 | 1953 | 1961  | 1971  | 1981  | 1991  | 2013 |
| ---- | ---- | ----- | ----- | ----- | ----- | ---- |
| -    | -    | 2 272 | 2 338 | 1 866 | 2 335 | 277  |

|  |